# Honda Hirotaka
Honda Hirotaka est un nom japonais traditionnel ; le nom de famille (ou le nom d'école), Honda, précède donc le prénom (ou le nom d'artiste).
Honda Hirotaka (本多 広孝, 1528-3 février 1598) est un samouraï de la fin de la période Sengoku et du début de l'époque Azuchi Momoyama, au service du clan Tokugawa.

## Source
- (en) Cet article est partiellement ou en totalité issu de l’article de Wikipédia en anglais intitulé « Honda Hirotaka » (voir la liste des auteurs).